# Van Buren megye (Tennessee)
Van Buren megye az Amerikai Egyesült Államokban, azon belül Tennessee államban található. Megyeszékhelye és legnagyobb városa Spencer. Lakosainak száma 6168 fő (2020. április 1.). Van Buren megye Sequatchie, Bledsoe, Cumberland, White és Warren megyékkel határos.

## Népesség
A megye népességének változása:
| Lakosok száma | 5550 | 5512 | 5626 | 5583 | 5677 | 6168 |
|               | 2010 | 2011 | 2012 | 2013 | 2015 | 2020 |